# Nikolaj Vasil'evič Repnin
Il principe Nikolaj Vasil'evič Repnin (in russo Николай Васильевич Репнин?; San Pietroburgo, 11 marzo 1734 – Riga, 12 maggio 1801) è stato un politico e generale russo, appartenente alla famiglia principesca Repnin, che giocò un ruolo fondamentale nelle spartizioni della Polonia.

## Dominio della Polonia
Nato a San Pietroburgo, il principe Repnin servì nell'Esercito Imperiale sotto il padre, il principe Vasilij Anikitovič Repnin, durante la campagna renana del 1748, e successivamente risiedette per alcuni anni all'estero, dove acquisì un'istruzione di stampo tedesco. Partecipò anche alla guerra dei sette anni in posizione subordinata. Nel 1763, l'imperatore Pietro III di Russia lo inviò in Prussia come ambasciatore. Lo stesso anno Caterina II lo trasferì nella Confederazione polacco-lituana come ministro plenipotenziario; a Varsavia ebbe una liaison con Izabela Fleming.
In effetti, a causa del livello del controllo russo sul governo polacco, egli fu il dominatore effettivo della nazione, con istruzioni speciali per formare una fazione filo-russa tra i protestanti, che dovevano ricevere gli stessi diritti dei cattolici. Repnin credeva che i protestanti non fossero significativi abbastanza affinché la Russia potesse beneficiarne; allo stesso tempo, la comunità protestante stessa richiese all'imperatrice Caterina di non essere coinvolta.
Per portare avanti gli interessi russi, incoraggiò la creazione di due konfederacja protestanti (a Słupsk e Toruń) e, in seguito, una cattolica (Confederazione di Radom, diretta da Karol Radziwiłł). Secondo l'XI edizione dell'Encyclopædia Britannica, la corrispondenza di Repnin rivela che egli disprezzava la politica che stava portando avanti. Ciononostante, obbedì alle istruzioni, e utilizzò vari mezzi per obbligare il Sejm del 1767-1768 (il cosiddetto Sejm di Repnin) a cedere su tutti i fronti. Calpestando le prerogative del Sejm, ordinò la cattura e l'esilio a Kaluga di alcuni oppositori alle sue politiche: Józef Andrzej Załuski e Wacław Rzewuski. La conseguenza immediata fu la Confederazione di Bar, che distrusse praticamente la strategia dell'ambasciatore.
Massone, fu membro della loggia diretta dal principe Ivan Perfilevic Elagin.

## Carriera militare
Repnin si dimise dalla carica per condurre le truppe contro l'Impero ottomano nella guerra russo-turca. A capo di un comando indipendente in Moldavia e Valacchia, impedì al grande esercito ottomano di attraversare il Prut (1770) e si distinse nelle azioni a Larga e Kagul, conquistando Izmaïl e Kilija. Nel 1771 ricevette il comando supremo della Valacchia e occupò Bucarest. Una disputa con il comandante-in-capo Rumjancev, lo indusse alle dimissioni, ma nel 1774 partecipò alla cattura di Silistra e ai negoziati che portarono alla pace di Küçük Kaynarca. Nel 1775—1776 Repnin e il suo attendente, Jakov Bulgakov, rappresentarono gli interessi russi alla Sublime porta.
Allo scoppio della guerra di successione bavarese condusse 30 000 uomini a Breslavia e con il conseguente trattato di Teschen, dove fu il plenipotenziario russo, spinse l'Austria a fare pace con la Prussia.
Durante la seconda guerra turca (1787—1792) Repnin fu, dopo Aleksandr Suvorov, il comandante russo che conseguì più successi. Sconfisse gli Ottomani a Salcia, conquistò l'intero campo del serraschiere Hassan Pasha e lo sconfisse a Izmail. Al ritiro di Potemkin, nel 1791, Repnin gli successe come comandante-in-capo, e portò immediatamente il gran visir a Machin, vittoria che obbligò gli Ottomani ad accettare l'armistizio di Galați (31 luglio 1791).

## Gli anni del declino
Dopo la seconda spartizione della Polonia, fu nominato governatore generale delle neo-acquisite province lituane, dove diresse anche le forze russe durante l'insurrezione di Kościuszko. L'imperatore Paolo I lo sollevò dall'incarico di feldmaresciallo nel 1796 e nel 1798 lo inviò in missione diplomatica a Berlino e Vienna, per contribuire al congelamento dei rapporti tra Prussia e Francia e per unire Prussia e monarchia asburgica contro la Prima Repubblica francese. Lo scopo non fu raggiunto, ed egli fu sollevano dal servizio al suo ritorno, e morì in seguito a Riga.
Pur avendo avuto un figlio illegittimo, Ivan Pnin, e nonostante si sia detto che Adam Jerzy Czartoryski sia stato il frutto della relazione di Repnin con Izabela Fleming, le sue figlie legittime furono tre. Alla sua morte, dato che la linea di discendenza maschile si era esaurita, Alessandro I permise al nipote, il principe Nikolaj Volkonskij, di acquisire il nome Repnin e lo stemma del nonno.